# 赫伯特·萨菲尔
赫伯特·塞缪尔·萨菲尔（英語：Herbert Seymour Saffir，i/ˈsæfər/，1917年3月29日—2007年11月21日），美国土木工程师，与罗伯特·辛普森共同创立了萨菲尔-辛普森飓风等级表，该登记表是量度飓风风力的常用标准。萨菲尔也发表过关于设计抗风建筑的文章。

## 出身及教育
萨菲尔于1917年出生于美国纽约布鲁克林，1934年在莫罗城堡号船难中死里逃生，1940年获得佐治亚理工学院授予的理学士学位。1947年，他在迈阿密-戴德县从事助理工程师工作，致力于提高当地的建筑规范。

## 事业
1965年，萨菲尔在联合国布置的低成本房屋抗风研究中发明了一套以飓风的最大风速分类的系统。时任美国国家飓风中心主任、气象学家罗伯特·辛普森在此基础上为每一类加入了最低气压及风暴潮的判断标准，于1971年形成了萨菲尔-辛普森飓风等级表。这套系统在1973年公布，1974年尼尔·弗兰克接任国家飓风中心主任后广为使用。
据其子理查德·萨菲尔透露，赫伯特·萨菲尔于2007年11月21日因心肌梗死在迈阿密病逝，享寿90岁。